# Киосова, Ольга Владимировна
Ольга Владимировна Киосова (в девичестве Смирнова) — российская и казахстанская спортсменка, чемпионка мира по вольной борьбе. Заслуженный мастер спорта России (2000).

## Биография

### Происхождение
Родилась в 1979 году в Новочебоксарске. 
Окончила Новочебоксарское среднее специальное училище олимпийского резерва, Камский государственный институт физической культуры (2002) (по другим данным — Кубанский государственный институт физической культуры и спорта).

### Спортивная карьера
С 1996 года вошла в сборную России. В 1996 году выиграла чемпионат мира и стала бронзовой призёркой чемпионата Европы. 

В 2000 и 2002 годах становилась чемпионкой Европы. В 2004 году приняла участие в Олимпийских играх в Афинах, но там заняла лишь 9-е место.
С 2006 года выступала за Казахстан. В 2006 году завоевала серебряную медаль Азиатских игр. В 2007 году завоевала бронзовые медали чемпионата мира и чемпионата Азии. В 2008 году завоевала серебряную медаль чемпионата Азии, но на Олимпийских играх в Пекине стала лишь 7-й.
После Олимпиады решила вернуться на родину. В 2009 году стала чемпионкой России.
Работает тренером-преподавателем Новочебоксарской ДЮСШ №1 (с 2012) и одновременно Республиканской специализированной ДЮСШ олимпийского резерва №5 (с 2013). 

Старший тренер женской сборной Чувашии по спортивной борьбе (вольной борьбе). 
Известные воспитанники: 
- Чумикова Вероника
- Кузнецова Мария[6]
- Куруглиев Даурен[7][5]

## Награды
- Лауреат  Государственной молодёжной премии Чувашской Республики в сфере физической культуры и спорта (1997)[3].

## Личное
Сестра-близнец Смирновой Натальи Владимировны.